# 정바오칭
정바오칭(중국어 정체자: 鄭寶清, 병음: Zhèng Bâoqīng, 한자음: 정보청, 1955년 1월 10일 ~ )은 타이완의 정치인, 제3~4, 9대 입법위원이다. 